# Микулинці (село)
Мику́линці — село в Україні, у Вінницькому районі Вінницької області. Населення становить 693 особи. Входить до складу Якушинецької сільської громади.

## Географія
В селі протікає річка Згар. Площа становить 0,246 квадратих кілометрів.
Також біля села розростаються хащі борщівника ядовитого, з яким місцева сільська влада ніяк не бореться

## Історія
Село славилося колись своїми водними ресурсами - заказником місцевого значення, річкою Згар, в якій майже не залишилося риби і яка дуже пересихає, лісами, які оточують село з трьох сторін, але активно вирубуються. В селі є школа, ( в якій майже не зосталося дітей)дитячий садочок, магазин, працюють фермерські господарства. Входить в Якушинецьку сільську громаду. 
Назва походить від панів Микулинських, які володіли цим селом з часів князя Вітовта.

## Населення
Згідно з переписом УРСР 1989 року чисельність наявного населення села становила 751 особу, з яких 319 чоловіків та 432 жінки.
За переписом населення України 2001 року в селі мешкало 697 осіб.
В селі проживає дуже багато маргінально налаштованих людей, які на поліцію кажуть " сині" в на воїнів ЗСУ " зелені"

### Мова
Розподіл населення за рідною мовою за даними перепису 2001 року:
| Мова       | Відсоток |
| ---------- | -------- |
| українська | 98,85 %  |
| російська  | 0,72 %   |
| білоруська | 0,29 %   |
| молдовська | 0,14 %   |

## Економіка
Відсутня нормальна дорога до села, що тормозить економічний розвиток села
Є декілька працюючих фермерських господарств на рибне господарство, яке належить російському власнику і платить аж 2500 гривень податків в місцевий бюджет в рік

## Соціальна інфраструктура

### Медицина
Відсутня аптека і амбулаторія

### Освіта
Є школа і садочок

## Культура, дозвілля і спорт
Є будинок культури, спортивний майданчик і футбольне поле, також є два алкоцентра,де місцеві аборигени нацмулюються в зюзю, церква ПЦУ і п'ятидесятників Дім Молитви

## Архітектура, пам'ятки і пам'ятники

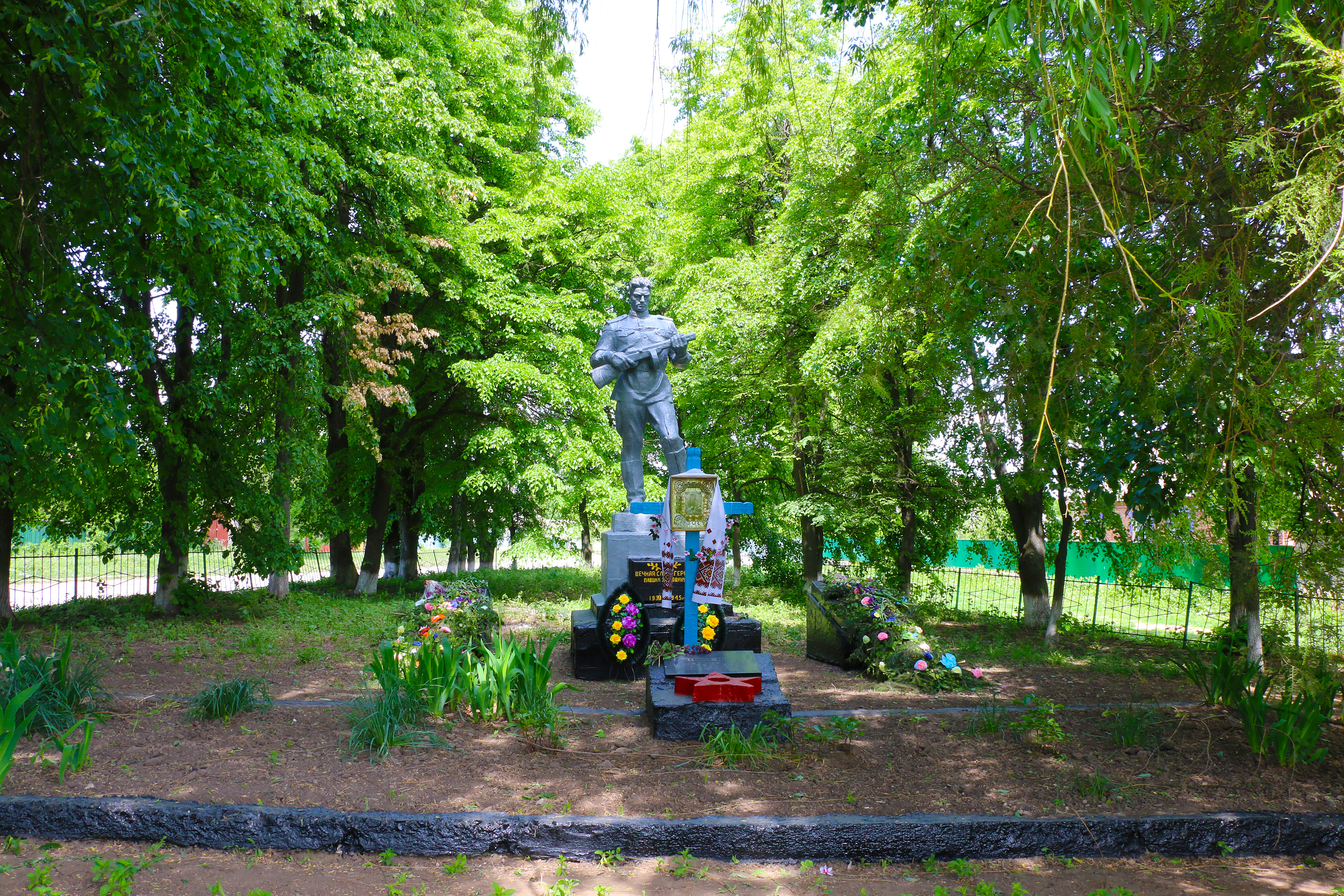
Братська могила 41 воїну загиблих у 2 Світовій Війні при звільненні селаНа даний час Могила солдатам повністю зруйнована, під виглядом " реставрації"

Також є пам'ятник Омеляну Грабцю, командиру УПА, який в 1944 році загинув біля села

## Видатні люди
- Грабець Омелян Петрович, псевдо «Батько» — діяч «Пласту», ОУН. Полковник УПА, командир групи УПА-Південь; загинув у бою з об'єднаними 189-м, 203-м, 209-м каральними батальйонами НКВС поблизу села.
- Люцедарський Григорій Іполітович (1870 — після 1938) — російський архітектор, майстер петербурзького модерну.
- Рибак Василь Оксентійович (1950) — український лісівник, професор Національного університету біоресурсів і природокористування України.
- Романов Борис - захисник України, який загинув, захищаючи Батьківщину
- Шумський Василь -  солдат ЗСУ, мобілізований в 2024 році